# African Cup Winners’ Cup 1999
Der African Cup Winners’ Cup 1999 war die 25. Spielzeit des zweitwichtigsten afrikanischen Wettbewerbs für Vereinsmannschaften im Fußball unter dieser Bezeichnung. Die Saison begann mit der Vorrunde am 30. Januar 1999 und endete mit den Finalspielen im November und Dezember 1999. Titelverteidiger war der tunesische Verein Espérance Tunis.
Sieger wurde Africa Sports National aus der Elfenbeinküste, die sich im Finale nach einem Gesamtergebnis von 2:1 gegen Club Africain Tunis durchsetzen konnten.

## Vorrunde
Die Hinspiele wurden vom 30. bis zum 31. Januar, die Rückspiele am 14. Februar 1999 ausgetragen.
|                        | Gesamt          |                           | Hinspiel | Rückspiel |
| ---------------------- | --------------- | ------------------------- | -------- | --------- |
| Anges de Fatima Bangui | 9:2             | Unión Vesper              | 6:0      | 3:2       |
| Mogas 90 FC            | 0:1             | LPRC Oilers               | 0:0      | 0:1       |
| Nyasa Big Bullets FC   | 4:3             | Hintsa FC                 | 4:2      | 0:1       |
| FC Djivan              | 1:3             | Botswana Defence Force XI | 0:0      | 1:3       |
| AS Marsouins           | 6:3             | Arsenal FC                | 5:0      | 1:3       |
| Fire Brigade SC        | 4:4 (2:3 i. E.) | Saint Michel United FC    | 2:2      | 2:2       |

## Erste Runde
Die Hinspiele wurden vom 12. bis zum 14. März, die Rückspiele vom 26. bis zum 30. März 1999 ausgetragen.
|                              | Gesamt          |                           | Hinspiel | Rückspiel |
| ---------------------------- | --------------- | ------------------------- | -------- | --------- |
| WA Tlemcen                   | 2:4             | Al-Shat SC                | 1:2      | 1:2       |
| AS Mineurs                   | 1:1 (4:3 i. E.) | LPRC Oilers               | 1:0      | 0:1       |
| FAR Rabat                    | 2:1             | ASC Yeggo                 | 2:0      | 0:1       |
| Wikki Tourists               | 4:1             | Renaissance FC            | 4:0      | 0:1       |
| Africa Sports National       | 3:1             | Stade Malien              | 2:0      | 1:1       |
| Simba FC                     | 3:2             | Tanzania Stars            | 2:1      | 1:1       |
| Dynamo Douala                | 3:1             | Anges de Fatima Bangui    | 3:0      | 0:1       |
| Club Africain Tunis          | 4:0             | ASF Bobo-Dioulasso        | 3:0      | 1:0       |
| Power Dynamos                | 7:3             | Saint Michel United FC    | 6:1      | 1:2       |
| Ethiopian Coffee SC          | w/o 1           | AS Inter Star             | —        | —         |
| Mathare United FC            | 4:3             | Nyasa Big Bullets FC      | 2:0      | 2:3       |
| Atlético Petróleos de Luanda | 3:4             | AS Dragons Kinshasa       | 2:0      | 1:4       |
| CD Maxaquene                 | 3:3 (6:5 i. E.) | AS Marsouins              | 2:1      | 1:2       |
| Orlando Pirates              | 9:1             | Botswana Defence Force XI | 6:0      | 3:1       |
| al-Masry                     | 1:1 (4:3 i. E.) | al-Merreikh Omdurman      | 1:0      | 0:1       |
| Asante Kotoko SC             | 3:2             | Club Ndzimba              | 2:0      | 1:2       |

Anmerkungen

## Zweite Runde
Die Hinspiele wurden vom 30. April bis zum 2. Mai, die Rückspiele vom 14. bis zum 16. Mai 1999 ausgetragen.
|                     | Gesamt          |                        | Hinspiel | Rückspiel |
| ------------------- | --------------- | ---------------------- | -------- | --------- |
| AS Mineurs          | 6:0             | Al-Shat SC             | 3:0      | 3:0       |
| Wikki Tourists      | 0:3             | FAR Rabat              | 0:1      | 0:2       |
| Simba FC            | 0:3             | Africa Sports National | 0:1      | 0:2       |
| Club Africain Tunis | 6:1             | Dynamo Douala          | 4:0      | 2:1       |
| AS Inter Star       | w/o 2           | Power Dynamos          | —        | —         |
| AS Dragons Kinshasa | 4:2             | Mathare United FC      | 3:1      | 1:1       |
| Orlando Pirates     | 7:5             | CD Maxaquene           | 3:1      | 4:4       |
| Asante Kotoko SC    | 1:1 (2:4 i. E.) | al-Masry               | 1:0      | 0:1       |

Anmerkungen

## Viertelfinale
Die Hinspiele wurden vom 4. bis zum 5. September, die Rückspiele vom 19. bis zum 26. September 1999 ausgetragen.
|                     | Gesamt |                        | Hinspiel | Rückspiel |
| ------------------- | ------ | ---------------------- | -------- | --------- |
| Power Dynamos       | 2:3    | Club Africain Tunis    | 1:1      | 1:2       |
| AS Dragons Kinshasa | 1:3    | al-Masry               | 1:0      | 0:3       |
| Orlando Pirates     | 4:1    | AS Mineurs             | 1:0      | 3:1       |
| FAR Rabat           | 1:2    | Africa Sports National | 1:1      | 0:1       |

## Halbfinale
Die Hinspiele wurden vom 10. Oktober, die Rückspiele vom 23. bis zum 24. Oktober 1999 ausgetragen.
|                        | Gesamt          |                 | Hinspiel | Rückspiel |
| ---------------------- | --------------- | --------------- | -------- | --------- |
| Club Africain Tunis    | 4:0             | al-Masry        | 0:0      | 4:0       |
| Africa Sports National | 4:4 (3:0 i. E.) | Orlando Pirates | 3:1      | 1:3       |

## Finale

### Hinspiel
| Africa Sports National                                | Africa Sports National                                                                | Club Africain Tunis                                                                   | Club Africain Tunis |
| ----------------------------------------------------- | ------------------------------------------------------------------------------------- | ------------------------------------------------------------------------------------- | ------------------- |
| Africa Sports National                                | \| 21. November 1999 in Abidjan (Stade Robert Champroux) \| \| Ergebnis: 1:0 (1:0) \| | \| 21. November 1999 in Abidjan (Stade Robert Champroux) \| \| Ergebnis: 1:0 (1:0) \| | Club Africain Tunis |
| Africa Sports National                                | Cheftrainer: Yéo Martial                                                              | Cheftrainer: Faouzi Benzarti                                                          | Club Africain Tunis |
| Africa Sports National                                | 1:0 F. Keïta (30.)                                                                    |                                                                                       | Club Africain Tunis |
| 21. November 1999 in Abidjan (Stade Robert Champroux) |                                                                                       |                                                                                       |                     |
| Ergebnis: 1:0 (1:0)                                   |                                                                                       |                                                                                       |                     |

### Rückspiel
| Club Africain Tunis                         | Club Africain Tunis | Africa Sports National | Africa Sports National |
| ------------------------------------------- | --- | --- | ---------------------- |
| Club Africain Tunis                         | \| 4. Dezember 1999 in Tunis (Stade El Menzah) \| \| Ergebnis: 1:1 (1:1) \| \| Zuschauer: 45.000 \| \| Schiedsrichter: Falla N’Doye ( Senegal) \|                | \| 4. Dezember 1999 in Tunis (Stade El Menzah) \| \| Ergebnis: 1:1 (1:1) \| \| Zuschauer: 45.000 \| \| Schiedsrichter: Falla N’Doye ( Senegal) \| | Africa Sports National |
| Club Africain Tunis                         | Azaiez – Amrouche, Ben Chrouda, Khouini (55. Bahoma), Ben Ali – Jaballah, Kouki, Bouzaïene, Zdiri (53. Zaâlani) – Trabelsi, Rouissi Cheftrainer: Faouzi Benzarti | Tizié – Kamara, Dao, Diomande, Doumbia – Touré, Zézé (90. Adama), Koné, F. Keïta – Isoufou (71. Gatto), K. Keïta Cheftrainer: Yéo Martial         | Africa Sports National |
| Club Africain Tunis                         | 1:1 Amrouche (33.) | 0:1 K. Keïta (32.) | Africa Sports National |
| Club Africain Tunis                         | Ben Ali, Bouzaïene | Koné, Tizié, Touré | Africa Sports National |
| 4. Dezember 1999 in Tunis (Stade El Menzah) | | |                        |
| Ergebnis: 1:1 (1:1)                         | | |                        |
| Zuschauer: 45.000                           | | |                        |
| Schiedsrichter: Falla N’Doye ( Senegal)     | | |                        |